# Osias Beert

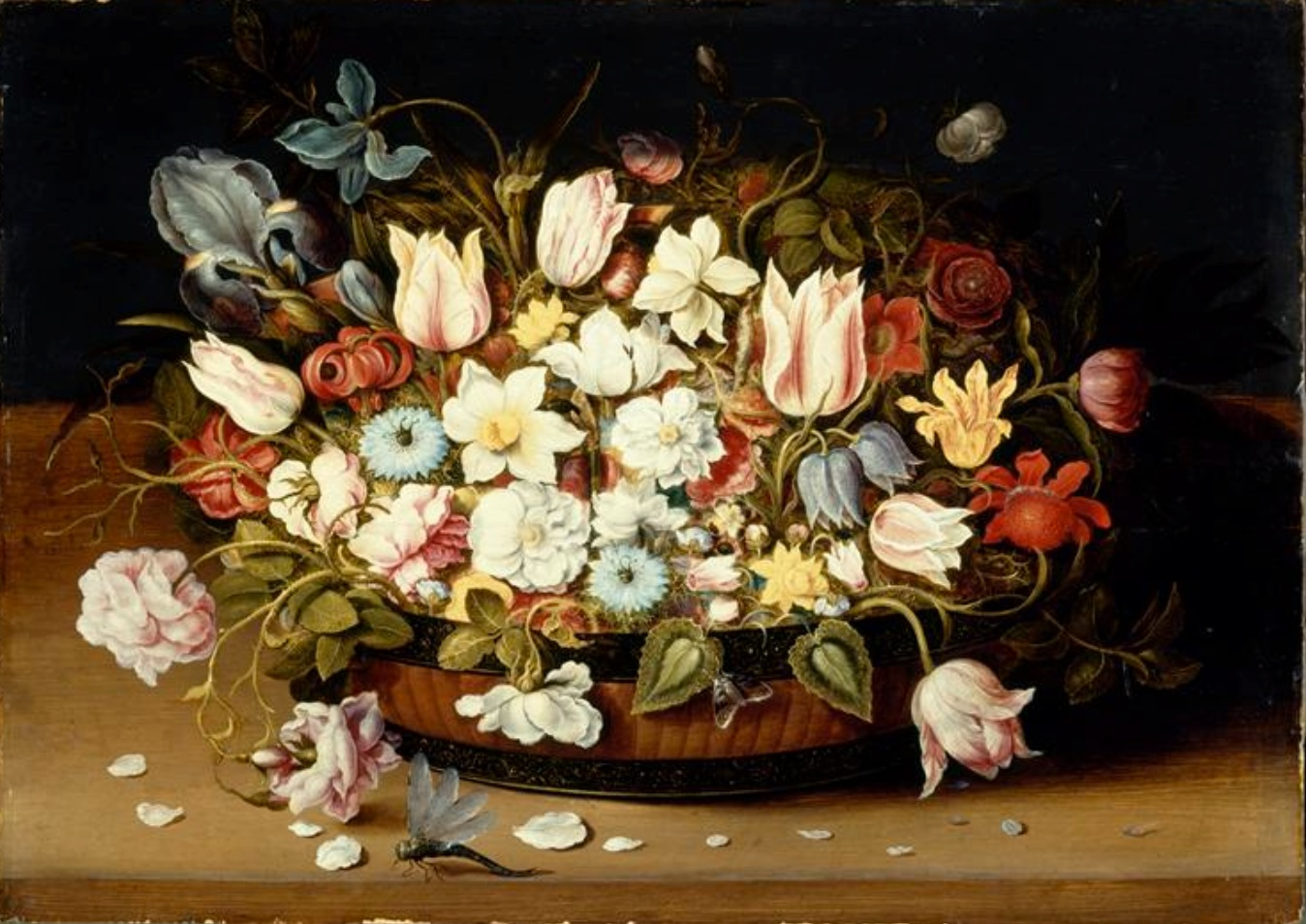
Osias Beert, Kosz kwiatów (XVII w.)

Osias Beert, Dania z ostryg, owoców i wina (ok. 1625)

Osias Beert (ur. 1580 w Antwerpii, zm. w 1624, tamże) – flamandzki malarz barokowy.

## Życiorys
Uczeń Andriesa van Baesrode I. W 1602 został mistrzem gildii św. Łukasza w Antwerpii. 
Malował martwe natury – kwiaty, owoce, zastawione stoły, bukiety w wazonach. Jego prace rzadko są sygnowane lub opatrzone monogramami i nigdy nie są datowane. Został odkryty dzięki wystawie w Amsterdamie w 1934.

## Wybrane dzieła
- Bukiet we wnęce – Antwerpia, Rockox House,
- Dania z ostryg, owoców i wina, National Gallery of Art
- Kosz kwiatów - Paryż, Luwr,
- Martwa natura – Kolonia, Wallraf-Richartz Museum,
- Martwa natura – Madryt, Prado,
- Martwa natura z jabłkami, winogronami i wazą z kwiatami – Wiedeń, Liechtenstein Museum,
- Martwa natura z czereśniami i poziomkami – Berlin, Gemaeldegalerie,
- Martwa natura z karczochami – Wrocław, Muzeum Narodowe,
- Martwa natura z ostrygami – (1610) – Stuttgart, Staatsgalerie,
- Martwa natura z owocami – Erywań, Narodowa Galeria Armenii.